# Rosa Taikon

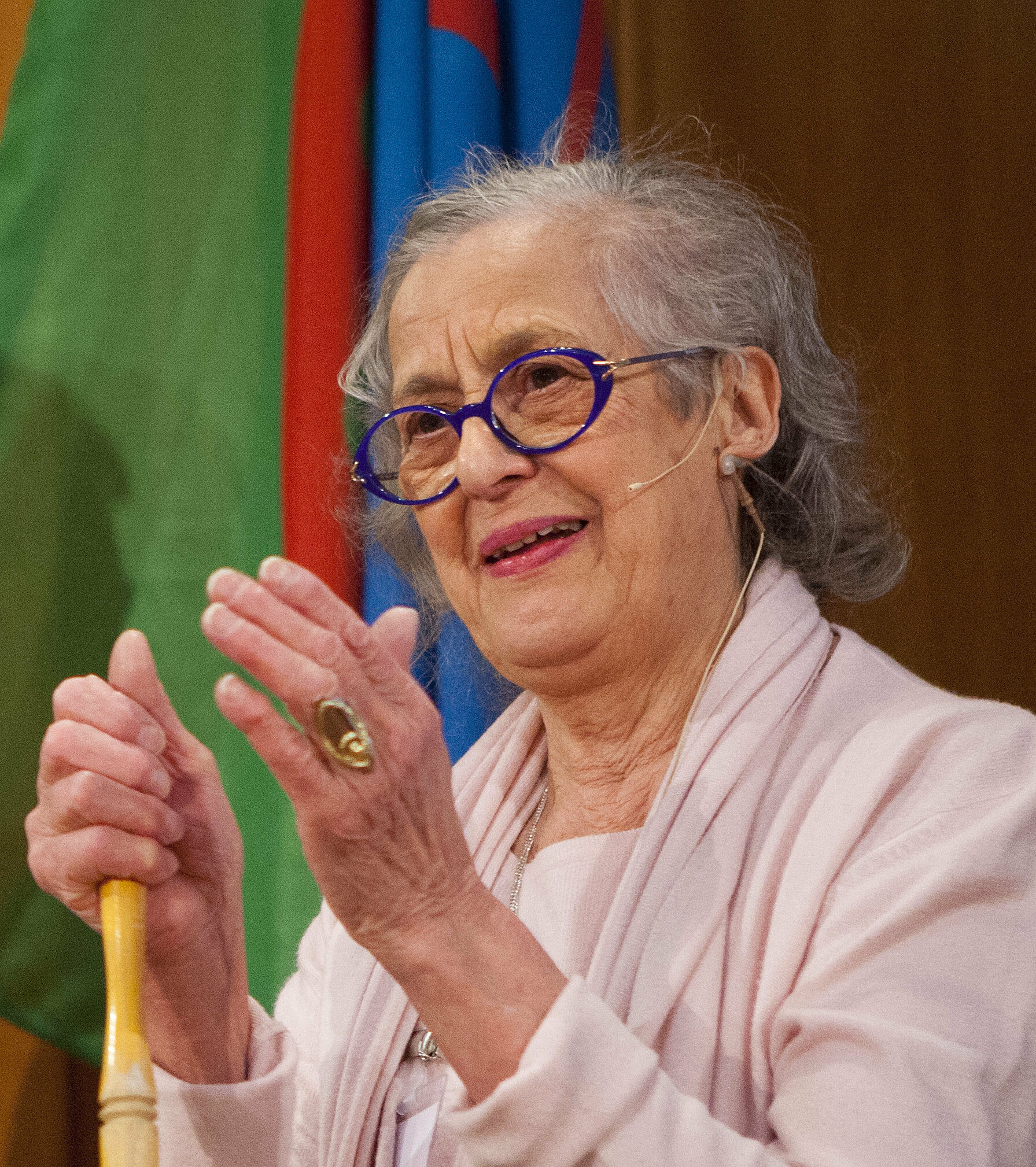
Rosa Taikon (2012)

Rosa Sofia Ingeborg Taikon (* 30. Juli 1926 in Tibro; † 1. Juni 2017 in Ytterhogdal), früher Janusch und Widegren, war eine schwedisch-romanesische Silberschmiedin und Bürgerrechtlerin.

## Biographie
Taikon kam 1926 in Tibro, einer Gemeinde in der südwestschwedischen Provinz Västergötland als Tochter von Johan Istvan Taikon und Agda Karlsson zur Welt. Ihre Mutter stammte aus Härryda, während ihr Vater, ein Kalderasch, Jahrmarktshändler, Kupferschmied und Musiker, 1898 erstmals nach Schweden kam. Nachdem die schwedische Regierung 1914 ein Einreiseverbot für Roma erließ, entschloss er sich dauerhaft im Land zu bleiben. Taikon heiratete bald danach Masha, eine russische Immigrantin, die Ehe blieb kinderlos. In den 1920er Jahren lernte Johan Istvan Taikon Agda Karlsson kennen, die in einem Restaurant in Göteborg als Kellnerin arbeitete. Sie zog bei Taikon und Masha ein und bekam mit Taikon vier gemeinsame Kinder: Paul, Rosa, Paulina und Katarina. Die Kinder wuchsen im Glauben auf, dass Masha ihre Großmutter sei.
Agda Karlsson starb 1932 kurz nach Katarinas Geburt an Tuberkulose. Rosa war damals sechs Jahre alt, bald danach heiratete der Vater wieder. Die Familie war arbeitssuchend überall in Schweden unterwegs, was wegen einer weitverbreiteten Romafeindlichkeit oft schwierig war. Rosa Taikon berichtete später, dass die Familie als fahrendes Volk wegen Ortssatzungen alle drei Wochen den Aufenthaltsort wechseln musste.
Da sich viele Schulen weigerten, Roma-Kinder aufzunehmen, entschied sich Johan Istvan Taikon, seine Kinder stattdessen für die Arbeit auszubilden. Im Alter von 10 Jahren begann Rosa als Schlagzeugerin im Orchester ihres Vaters zu spielen. 1944 kam sie als Haushaltshilfe zu einer Familie Larsson in Stureby und war bald darauf als Verkäuferin in einem der Wollgeschäfte dieser Familie tätig. Sie arbeitete daneben als Model und trat wie ihre Schwester Katarina auch in Kinofilmen auf, beendete dies aber bald wieder, da sie in Rollen besetzt wurden, die diskriminierenden Klischees folgten. Zwischen 1957 und 1959 besuchte sie schließlich die Birkagårdens Folkhögskola, eine Schule für Erwachsene, und anschließend zwischen 1961 und 1966 die Konstfack-Hochschule in Stockholm. Nach ihrem Abschluss begann sie im Alter von 41 Jahren eine Ausbildung als Silberschmiedin, in dem Handwerk, das traditionell die Männer in ihrer Familie ausübten. Sie fand dabei rasch große Anerkennung. 1969 wurden ihre Silberschmiedearbeiten im Schwedischen Nationalmuseum in Stockholm ausgestellt.
1962 wurde Rosa Taikons älterer Bruder Paul ermordet, worauf sie und ihre Schwester Katarina prominente Roma-Aktivisten in Schweden wurden. 1963 gaben sie gemeinsam das Buch Zigenerska heraus.
Im Jahr 1984 war Rosa Taikon eine der Gastgeberinnen der Sommar-Feier im Radio. Im gleichen Jahr war sie Gast einer Episode von Här är ditt liv [dt.: Das ist Ihr Leben] im schwedischen Fernsehen.
1994 wurde Rosa Taikons Silberschmiedekunst neben den Werken von Herta Bengtson, Karin Björquist und Ingegerd Råman im Träslottet in Arbrå ausgestellt. Ihr künstlerischer Nachlass ist seit 2021 in die ständige Ausstellung des Hälsinglands Museum in Hudiksvall integriert. Einige ihre Werk werden auch im Stockholmer Nationalmuseum und im Röhsska Museum in Göteborg präsentiert.

## Auszeichnungen
- 2010 Illis quorum der schwedischen Regierung[13]
- 2013 Olof-Palme-Preis[14]
- 2014 Ehrendoktorwürde der Hochschule Södertörn[15]

## Privates
Rosa Taikon war von 1948 bis 1952 mit dem Seemann Allan Widegren (1927–1971) verheiratet. Von 1967 bis 1987 war sie Ehefrau ihres Silberschmiedekollegen Bernd Janusch (* 1943).
Sie war Tante des schwedischen Rockmusikers Jim Jidhed.
Taikon lebte viele Jahre in Ytterhogdal in Mittelschweden. Dort starb sie 2017 im Alter von 90 Jahren. Sie wurde auf dem Skogskyrkogården in Stockholm beigesetzt.

## Filmografie
- 1953 – Marianne
- 1950 – The Motor Cavaliers
- 1950 – Kyssen på kryssen
- 1949 – Smeder på luffen